# Liste der denkmalgeschützten Objekte in Reutte
Die Liste der denkmalgeschützten Objekte in Reutte enthält die 39 denkmalgeschützten, unbeweglichen Objekte der Tiroler Marktgemeinde Reutte.

## Denkmäler
| Foto  |                 | Denkmal | Standort                                         | Beschreibung | Metadaten |
| ----- | --------------- | --- | ------------------------------------------------ | --- | --- |
| ja    | Datei hochladen | Außerfernbahn Klausentunnel HERIS-ID: 11791 Objekt-ID: 7907 TKK: 33539                                                    | Standort KG: Reutte                              | Der Klausentunnel der Außerfernbahn wurde 1913 unterhalb der Ehrenberger Klause errichtet. Der Tunnel hat zwei hufeisenförmige Tunnelportale mit Bogenquaderung. Anmerkung: war 2010 in den Listen, hat 2011 gefehlt, ist seit 2012 wieder da. | BDA-Hist.: Q38112648 Status: Bescheid Stand der BDA-Liste: 2025-06-30 Name: Außerfernbahn Klausentunnel GstNr.: 2184/1 |
| ja    | Datei hochladen | Evang. Pfarrkirche A.B., Dreifaltigkeitskirche HERIS-ID: 66773 Objekt-ID: 79681 TKK: 28392                                | Albert Schweitzer-Straße 4 Standort KG: Reutte   | Die einfache Saalkirche wurde 1956/1957 nach Plänen von Charlotte und Karl Pfeiler erbaut. Der Bau mit mittig angestelltem Turm ist durch hohe schmale Fensterbänder mit Betonstreben gegliedert. Im Inneren weist der schlichte Saalraum mit Deckenuntersicht eine Orgelempore auf Säulen und einen erhöhten Altarbereich mit einem Wandgemälde von Willy Fries auf. | BDA-Hist.: Q38114424 Status: § 2a Stand der BDA-Liste: 2025-06-30 Name: Evang. Pfarrkirche A.B., Dreifaltigkeitskirche GstNr.: 2643 Dreieinigkeitskirche (Reutte)                                                                 |
| ja    | Datei hochladen | Außerfernbahn – Bahnhof Reutte, Nebengebäude HERIS-ID: 81810 Objekt-ID: 95601 TKK: 33532, 33531                           | Bahnhofstraße 21 Standort KG: Reutte             | Das 1905 errichtete Nebengebäude des Bahnhofs wurde um 2011/2012 im Zuge der Bahnhofsneugestaltung abgetragen. | BDA-Hist.: Q38176694 Status: Bescheid Stand der BDA-Liste: 2025-06-30 Name: Außerfernbahn – Bahnhof Reutte, Nebengebäude GstNr.: .474, .476 Bahnhof Reutte in Tirol                                                               |
| ja    | Datei hochladen | Außerfernbahn - Bahnhof Reutte, Aufnahmsgebäude und Nebengebäude HERIS-ID: 11794 Objekt-ID: 7912 TKK: 33530               | Bahnhofstraße 21 Standort KG: Reutte             | Der langgestreckte, ein- bis zweigeschoßiger Bau des Bahnhofs Reutte aus dem Jahre 1905 ist durch den zentralen Eingangsbereich und zwei kräftige Eckrisalite gegliedert. Der Portalbereich und die Kassenhalle wurden um 1970 umgebaut. Zu den Gleisen hin ein gedeckter Gang. An das Aufnahmegebäude schließt nördlich ein Gütermagazin an, ausgeführt als Fachwerkbau mit Satteldach. | BDA-Hist.: Q38112714 Status: Bescheid Stand der BDA-Liste: 2025-06-30 Name: Außerfernbahn - Bahnhof Reutte, Aufnahmsgebäude und Nebengebäude GstNr.: .473, .474, .475, .476, .477, .478, .536, .690 Bahnhof Reutte in Tirol       |
| ja    | Datei hochladen | Außerfernbahn – Bahnhof Reutte, Lokschuppen HERIS-ID: 59990 Objekt-ID: 71734 TKK: 115685                                  | Bahnhofstraße 37 Standort KG: Reutte             | Dieser Lokschuppen der Außerfernbahn wurde 1905 errichtet. Das Objekte besteht aus dem in jüngerer Zeit verlängerten Lokschuppen und einem annähernd rechteckigen Bürogebäude mit hohem Mansarddach. Der eingleisige Lokschuppen ist als Fachwerkbau mit steilem Satteldach ausgeführt. | BDA-Hist.: Q110450024 Status: Bescheid Stand der BDA-Liste: 2025-06-30 Name: Außerfernbahn – Bahnhof Reutte, Lokschuppen GstNr.: .520 Bahnhof Reutte in Tirol                                                                     |
| ja    | Datei hochladen | Burgruine, Befestigungsanlage, Ehrenberg (Hochburg) HERIS-ID: 40101 Objekt-ID: 39994 TKK: 28386                           | bei Klause 1 Standort KG: Reutte                 | Die Burg in beherrschender Lage auf einem Felsrücken südlich von Reutte wurde unter Graf Meinhard II. als Verwaltungssitz für das Gericht Ehrenberg erbaut und diente auch als Grenzfestung. 1541 wurde sie im Schmalkaldischen Krieg zerstört, daraufhin, insbesondere im Dreißigjährigen Krieg, zur größten Festung des Landes ausgebaut. Nach der Auflassung als Grenzfestung 1783 unter Joseph II. begann die Burg zu verfallen. Die weitläufige Anlage umschließt einen rechteckigen Hof, vorgelagert sind ein Zwinger und ein mächtiger Basteiturm. | BDA-Hist.: Q1011537 Status: Bescheid Stand der BDA-Liste: 2025-06-30 Name: Burgruine, Befestigungsanlage, Ehrenberg (Hochburg) GstNr.: 2227, 2228, 2230, 2231, 2233, 2234, 2235, 2229, 2232, 2236, 2244/1 Burg Ehrenberg (Reutte) |
| ja    | Datei hochladen | Kath. Filialkirche Herz Mariae HERIS-ID: 66800 Objekt-ID: 79709 TKK: 28391                                                | Friedrich Attlmayr-Straße 24 Standort KG: Reutte | Die Filialkirche mit Saalraum, halbkreisförmigem Chorabschluss sowie einem Turm nach barockem Schema wurde 1955 nach Plänen von Erich Corazza erbaut. Im Inneren weist der flach gedeckte Saalraum ein Deckengemälde Himmelfahrt und Krönung Mariens auf, das 1957 von Wolfram Köberl geschaffen wurde. Die geschnitzte Madonna über dem Hochaltar schuf Rudolf Geisler-Moroder. | BDA-Hist.: Q38114518 Status: § 2a Stand der BDA-Liste: 2025-06-30 Name: Kath. Filialkirche Herz Mariae GstNr.: .979, 1438/43 Filialkirche Herz Mariae, Reutte                                                                     |
| ja    | Datei hochladen | Wohnhaus HERIS-ID: 66809 TKK: 33534seit 2023                                                                              | Kaiser Lothar-Straße 6 Standort KG: Reutte       | Das zweigeschoßige Wohnhaus wurde 1909 von Maurermeister Johann Vonweber und Zimmermeister Ignaz Schennach erbaut. Der Bau im Gründerzeitstil über rechteckigem Grundriss weist ein steiles Satteldach und einen übergiebelten Mittelrisalit auf. Die Fassaden sind mit einer farblich differenzierten rahmenden Putzgliederung gestaltet. Die Eingangsachse ist durch eine Portalloggia und einen Erker betont, in den Seitenachsen befinden sich Balkone mit schmiedeeisernen Geländern, an den Fenstern teils zweiflügelige Klappläden. Im Inneren sind die weitgehend original erhaltenen Wohneinheiten zu beiden Seiten des zentralen Treppenhauses symmetrisch angeordnet. | BDA-Hist.: Q116158543 Status: Bescheid Stand der BDA-Liste: 2025-06-30 Name: Wohnhaus GstNr.: .506 Kaiser-Lothar-Straße 6, Reutte                                                                                                 |
| ja    | Datei hochladen | Kapelle bei der Ehrenberger Klause, Klausenkapelle, Christus am Stein HERIS-ID: 66821 Objekt-ID: 79730 TKK: 28394         | Klause 3 Standort KG: Reutte                     | Die Kapelle wurde an Stelle eines Vorgängerbaus im Jahr 1807 errichtet und erhielt 1827 ihr Türmchen. An den rechteckigen Betraum mit Flachdecke schließt ein eingezogener Chor an. | BDA-Hist.: Q38114595 Status: § 2a Stand der BDA-Liste: 2025-06-30 Name: Kapelle bei der Ehrenberger Klause, Klausenkapelle, Christus am Stein GstNr.: .392 Kapelle bei der Ehrenberger Klause                                     |
| ja    | Datei hochladen | Arma-Christi-Kreuz HERIS-ID: 66826 Objekt-ID: 79735 TKK: 33535                                                            | Klause 3 Standort KG: Reutte                     | Das Wegkreuz an der alten Straße bei der Ehrenberger Klause stammt aus dem ersten Viertel des 19. Jahrhunderts. Es zeigt einen geschnitzten Corpus Christi im Viernageltypus und an den Kreuzbalken Darstellungen der Arma Christi. | BDA-Hist.: Q38114634 Status: § 2a Stand der BDA-Liste: 2025-06-30 Name: Arma-Christi-Kreuz GstNr.: .392 Arma-Christi-Kreuz, Ehrenberger Klause                                                                                    |
| ja    | Datei hochladen | Ehrenberger Klause HERIS-ID: 40102 Objekt-ID: 39995 TKK: 28387                                                            | Klause 1 Standort KG: Reutte                     | Die seit 1317 nachweisbare Klause, die Tal und Straße sperrte, wurde unter Herzog Siegmund im 15. Jahrhundert zu einem zweistöckigen Gebäude mit Kornkasten, Taverne, Zoll- und Poststation ausgebaut. Die heutige Form mit Tordurchfahrt, Innenhof und überhöhtem Trakt im Westen erhielt die Klause 1607/09 durch Bartolomeo Lucchese. | BDA-Hist.: Q37992915 Status: Bescheid Stand der BDA-Liste: 2025-06-30 Name: Ehrenberger Klause GstNr.: 2205, .501, 2192/2, 2193, 2187, 2229, 2232, 2236, 2244/1, 2224, 2192/1, 2201, .398 Bastion, Ehrenberger Klause             |
| ja    | Datei hochladen | Ortskapelle hl. Florian HERIS-ID: 66829 Objekt-ID: 79739 TKK: 28395                                                       | Kög 16 Standort KG: Reutte                       | Die Kapelle ist seit dem Anfang des 18. Jahrhunderts nachweisbar, wurde nach einem Brand im Jahr 1846 aber teilweise neu errichtet. An den Betraum schließt ein eingezogener Chor mit Rundabschluss an. Die Deckenmalereien wurden 1951 von Franz Seelos d. J. geschaffen. Das Altargemälde des heiligen Florian stammt von Johann Christoph Haas aus der Zeit um 1780. | BDA-Hist.: Q38114644 Status: § 2a Stand der BDA-Liste: 2025-06-30 Name: Ortskapelle hl. Florian GstNr.: .230 Floriankapelle, Reutte                                                                                               |
| ja BW | Datei hochladen | Brunnenfigur hl. Florian HERIS-ID: 66832 Objekt-ID: 79742 TKK: 33540                                                      | neben Kög 18 Standort KG: Reutte                 | Am 1992 errichteten Brunnen befindet sich eine geschnitzte Statue des hl. Florian mit Löscheimer und brennendem Haus aus dem 19. Jahrhundert. | BDA-Hist.: Q38114653 Status: § 2a Stand der BDA-Liste: 2025-06-30 Name: Brunnenfigur hl. Florian GstNr.: 252 |
| ja    | Datei hochladen | Außerfernbahn – Bahnhof Reutte, Lokschuppen HERIS-ID: 66794 Objekt-ID: 79703 TKK: 115684                                  | Mühler Straße 15 Standort KG: Reutte             | Der Lokschuppen der Außerfernbahn im Bahnhof Reutte wurde 1905 errichtet. In den rechteckigen Fachwerkbau mit flachem Satteldach führen zwei parallele Schienenstränge. | BDA-Hist.: Q38114499 Status: Bescheid Stand der BDA-Liste: 2025-06-30 Name: Außerfernbahn – Bahnhof Reutte, Lokschuppen GstNr.: .476 Bahnhof Reutte in Tirol                                                                      |
| ja    | Datei hochladen | Friedhof am Kapellenbichl und Aufbahrungshalle HERIS-ID: 66778 Objekt-ID: 79686 TKK: 33528                                | bei Mühler Straße 24 Standort KG: Reutte         | Der Friedhof für die Gemeinden Breitenwang, Ehenbichl, Pflach und Reutte wurde 1997 nach Plänen von Armin Walch angelegt. Es handelt sich um eine großzügige Anlage mit drei architektonisch gestalteten Eingängen, Arkadengräbern und einer verglasten, in den Hang gebauten Aufbahrungshalle. | BDA-Hist.: Q38114440 Status: § 2a Stand der BDA-Liste: 2025-06-30 Name: Friedhof am Kapellenbichl und Aufbahrungshalle GstNr.: 1750/3                                                                                             |
| ja    | Datei hochladen | Pfarrvikariats- und Franziskanerkirche hl. Anna u. Franziskanerkloster HERIS-ID: 66859 Objekt-ID: 79770 TKK: 28398, 28389 | Obermarkt 8 Standort KG: Reutte                  | Das Franziskanerkloster im Ortszentrum wurde 1628 gegründet, dabei wurde die schon vorher bestehende St.-Anna-Kirche in den Klosterkomplex eingebunden. Dabei blieb der gotische Chor erhalten und es wurde ein neues barockes Langhaus errichtet. Nach einem Brand wurde die Kirche 1864 erneuert. Der schlichte Langbau weist hohe Rundbogenfenster, einen eingezogenen Polygonalchor und einem massiven Südturm mit Zwiebelhaube auf. Der Innenraum der Kirche wurde 1964–1967 sehr schlicht gestaltet. Über dem Altar befindet sich eine Statue der Anna Selbdritt von Jörg Lederer um 1510/15. Der südlich an die Kirche anschließende zweigeschoßige Klosterbau umschließt einen Hof mit Kreuzgang. | BDA-Hist.: Q2696270 Status: § 2a Stand der BDA-Liste: 2025-06-30 Name: Pfarrvikariats- und Franziskanerkirche hl. Anna u. Franziskanerkloster GstNr.: .288, .287, 343 Franziskanerkloster Reutte                                  |
| ja    | Datei hochladen | Marktgemeindeamt und Nagelsäule HERIS-ID: 55828 Objekt-ID: 64690 TKK: 28417, 38627                                        | Obermarkt 1 Standort KG: Reutte                  | Das Marktgemeindeamt wurde 1491 urkundlich erwähnt. Die Nagelsäule an der Ecke des Marktgemeindeamts stammt von Romed Speckbacher senior aus dem Jahre 1917. | BDA-Hist.: Q38068171 Status: Bescheid Stand der BDA-Liste: 2025-06-30 Name: Marktgemeindeamt und Nagelsäule GstNr.: .109 Marktgemeindeamt Reutte                                                                                  |
| ja    | Datei hochladen | Bezirksgericht HERIS-ID: 55829 Objekt-ID: 64691 TKK: 28418, 122240                                                        | Obermarkt 2 Standort KG: Reutte                  | Der massive viergeschoßige Komplex des Bezirksgerichts mit steilem Satteldach stammt aus dem 16. Jahrhundert. | BDA-Hist.: Q38068179 Status: Bescheid Stand der BDA-Liste: 2025-06-30 Name: Bezirksgericht GstNr.: .290 Bezirksgericht Reutte |
| ja    | Datei hochladen | Bildstock Christus in der Rast HERIS-ID: 66858 Objekt-ID: 79769 TKK: 33544                                                | Obermarkt 2 Standort KG: Reutte                  | Die verglaste Nische in der Umfassungsmauer des Gerichtsgebäudes beherbergt eine barocke Schnitzfigur Christus in der Rast aus dem 18. Jahrhundert in einer bühnenartig gestalteten Landschaft. | BDA-Hist.: Q38114699 Status: Bescheid Stand der BDA-Liste: 2025-06-30 Name: Bildstock Christus in der Rast GstNr.: .290 Bildstock Christus in der Rast (Reutte)                                                                   |
| ja    | Datei hochladen | Wohnhaus, sog. Lumperhaus mit rückwärtigem Wirtschaftsteil HERIS-ID: 40108 Objekt-ID: 40002 TKK: 28420                    | Obermarkt 25 Standort KG: Reutte                 | Das um 1500 errichtete Gebäude war ursprünglich das Haus der landesfürstlichen Jäger, nach Bränden wurde es 1710 und 1846 erneuert. Der zweigeschoßige Bau mit abgewalmtem Satteldach weist eine Portalrahmung, Fensterrahmendekor mit Blumen sowie Fassadenmalereien aus dem Ende des 18. Jahrhunderts auf. Im Obergeschoß haben sich Baudetails wie Stuckzüge oder Türen aus dem frühen 18. Jahrhundert erhalten. Der Wirtschaftsteil schloss sich ursprünglich an das Haus an und wurde nach dem Brand von 1703 von diesem getrennt und befindet sich jetzt im lang gestreckten Garten. Der große zweigeschoßige Pfeilerstadel mit Satteldach und senkrecht verschalten Riegelwänden stammt aus der erste Hälfte des 19. Jahrhunderts. | BDA-Hist.: Q37992987 Status: Bescheid Stand der BDA-Liste: 2025-06-30 Name: Wohnhaus, sog. Lumperhaus mit rückwärtigem Wirtschaftsteil GstNr.: .120 Lumperhaus, Reutte                                                            |
| ja    | Datei hochladen | Bürgerhaus, Dengl-Haus/Dengel-Haus HERIS-ID: 40106 Objekt-ID: 40000 TKK: 28407                                            | Obermarkt 3 Standort KG: Reutte                  | Das dreigeschoßige Gebäude mit zwei Giebelgeschoßen und steilem Satteldach stammt aus dem 16. Jahrhundert und beherbergt heute das Finanzamt. | BDA-Hist.: Q37992963 Status: Bescheid Stand der BDA-Liste: 2025-06-30 Name: Bürgerhaus, Dengl-Haus/Dengel-Haus GstNr.: .108 Dengelhaus                                                                                            |
| ja    | Datei hochladen | Gendarmeriegebäude, ehem. sog. Fronfeste HERIS-ID: 40107 Objekt-ID: 40001 TKK: 28415                                      | Obermarkt 4 Standort KG: Reutte                  | Das im Kern spätmittelalterliche ehemalige Gefangenenhaus wurde vermutlich im 17. Jahrhundert ausgebaut. 2002 wurde es umgebaut und ein Verbindungstrakt zum Bezirksgericht errichtet. Der dreigeschoßige Bau mit abgewalmtem Satteldach weist an den Fassaden eine Putzgliederung durch Ortsteine und Geschoßteilung auf. | BDA-Hist.: Q37992976 Status: Bescheid Stand der BDA-Liste: 2025-06-30 Name: Gendarmeriegebäude, ehem. sog. Fronfeste GstNr.: .291                                                                                                 |
| ja    | Datei hochladen | Gasthof zur goldenen Krone HERIS-ID: 5736 Objekt-ID: 1608 TKK: 10497                                                      | Obermarkt 46 Standort KG: Reutte                 | Eines der ältesten Gasthäuser des Ortes, das ursprünglich auch eine Brauerei, einen Gastgarten und Stallungen umfasste, stammt in seiner heutigen Form aus der zweiten Hälfte des 18. Jahrhunderts. Der zweigeschoßige Bau mit Pfettendach weist ein reich gestaltetes Portal mit barocker Fassadenmalerei auf. Die Malerei über dem Portal zeigt eine sechsspännige Kutsche, sie wurde zur Erinnerung an die Übernachtung Kaiser Joseph II. 1777 geschaffen. An der Giebelfassade befindet sich eine barocke Madonnenstatue in einer Rundbogennische, an der Ecke ein schmiedeeiserner Wirtshausausleger mit goldener Krone. Das Innere beherbergt einen breiten gewölbten Mittelflur, eine Stube mit hölzerner Felderdecke und einen gewölbten Raum mit Mittelsäule. | BDA-Hist.: Q37848930 Status: Bescheid Stand der BDA-Liste: 2025-06-30 Name: Gasthof zur goldenen Krone GstNr.: .202/1 Gasthof zur goldenen Krone, Reutte                                                                          |
| ja    | Datei hochladen | Wohn- und Geschäftshaus HERIS-ID: 66869 Objekt-ID: 79781 TKK: 33556                                                       | Obermarkt 53 Standort KG: Reutte                 | Das langgestreckte zweigeschoßige Wohn- und Geschäftshaus wurde vermutlich um 1750 errichtet. Die Fassadengestaltung mit Stuckfensterrahmungen und einem Wandgemälde Maria Immaculata entstand um 1820. | BDA-Hist.: Q38114715 Status: Bescheid Stand der BDA-Liste: 2025-06-30 Name: Wohn- und Geschäftshaus GstNr.: .153 Bäckerei Holzmayr                                                                                                |
| ja    | Datei hochladen | Bezirkshauptmannschaft, Falger-Haus, ehem. Gasthof zur Gemse HERIS-ID: 55831 Objekt-ID: 64693 TKK: 28419                  | Obermarkt 7 Standort KG: Reutte                  | Das Gebäude der alten Bezirkshauptmannschaft mit plastisch stark gegliederter Fassade und geschwungenem Giebel stammt vom Ende des 18. Jahrhunderts. | BDA-Hist.: Q38068185 Status: § 2a Stand der BDA-Liste: 2025-06-30 Name: Bezirkshauptmannschaft, Falger-Haus, ehem. Gasthof zur Gemse GstNr.: 104 Bezirkshauptmannschaft Reutte                                                    |
| ja    | Datei hochladen | Gasthof Schwarzer Adler HERIS-ID: 40109 Objekt-ID: 40003 TKK: 28416                                                       | Obermarkt 75 Standort KG: Reutte                 | Der mächtige dreigeschoßige Bau mit Pfettendach wurde in der zweiten Hälfte des 18. Jahrhunderts errichtet. Die Fassaden sind mit klassizistischer Architekturmalerei (Säulenportal, Pilastergliederung und Fensterrahmungen) und einer Darstellung der Auferstehung Christi im Giebelfeld geschmückt, die um 1800 vermutlich von Josef Anton Köpfle geschaffen wurden. Im Inneren hat sich die Aufteilung der Räume zu beiden Seiten des breiten gewölbten Flurs weitgehend erhalten. | BDA-Hist.: Q37993003 Status: Bescheid Stand der BDA-Liste: 2025-06-30 Name: Gasthof Schwarzer Adler GstNr.: .175 Gasthof Schwarzer Adler, Reutte                                                                                  |
| ja    | Datei hochladen | Ehem. Waisenhaus der Barmherzigen Schwestern HERIS-ID: 55833 Objekt-ID: 64695 TKK: 33557                                  | Obermarkt 77 Standort KG: Reutte                 | Das aus dem 18. Jahrhundert stammende Gebäude wurde 1877 von den Barmherzigen Schwestern erworben und diente 1879–1939 als Waisenhaus, 1954–1986 als Schülerheim und seit 2004 als Schülerhort und Kinderkrippe. Der dreigeschoßige Bau mit Pfettendach ist giebelseitig über einen Mittelflurgrundriss erschlossen. An der ungegliederten Fassade befindet sich ein Rundbogenportal mit Rahmenfüllungstüre, darüber ein polygonaler Erker mit Zeltdach. | BDA-Hist.: Q38068189 Status: § 2a Stand der BDA-Liste: 2025-06-30 Name: Ehem. Waisenhaus der Barmherzigen Schwestern GstNr.: .177                                                                                                 |
| ja    | Datei hochladen | Ortskapelle hl. Rochus, Feldkapelle HERIS-ID: 66870 Objekt-ID: 79782 TKK: 28393                                           | Planseestraße 21 Standort KG: Reutte             | Die Kapelle wurde zwischen 1611 und 1635 erbaut, um 1654 erneuert, erhielt 1672 ihren Ostturm und 1767 die Zwiebelhaube. Im Zuge der josefinischen Reformen wurde sie gesperrt, 1796 wieder geöffnet. Im Jahr 1954 wurde sie nach Plänen von Robert Wurzer in eine Kriegergedächtnisstätte umgestaltet. Der Innenraum besteht aus einer kreuzgratgewölbten Vorhalle, einem zweijochigen Langhaus mit Stichkappengewölbe und einem eingezogenen Chor mit Sterngratgewölbe. Das Sgraffito der Kreuzigung an der Eingangsfassade und die Fresken am Chorbogen wurden 1954 von Max Spielmann geschaffen. Das Kruzifix stammt von Franz Staud. | BDA-Hist.: Q38114723 Status: § 2a Stand der BDA-Liste: 2025-06-30 Name: Ortskapelle hl. Rochus, Feldkapelle GstNr.: .353 Rochuskapelle Reutte                                                                                     |
| ja BW | Datei hochladen | Zwei Wandmalereien, Alte Volksschule HERIS-ID: 66871 Objekt-ID: 79783 TKK: 33558                                          | Schulstraße 3 Standort KG: Reutte                | Das Schulhaus wurde 1896/97 erbaut und 1909, 1924 und 1957/1961 erweitert bzw. aufgestockt. An der Südfassade befindet sich das Wandbild Lebensbaum mit schaffenden Menschen von 1966, am Erweiterungstrakt das Fresko Erdteile von 1961. Beide wurden von Wolfgang Schennach geschaffen. | BDA-Hist.: Q38114730 Status: § 2a Stand der BDA-Liste: 2025-06-30 Name: Zwei Wandmalereien, Alte Volksschule GstNr.: 140 |
| ja    | Datei hochladen | Südtiroler Siedlung HERIS-ID: 66875 Objekt-ID: 79788 TKK: 28411, 46463, 46464, …seit 2019                                 | Südtiroler Straße 10 Standort KG: Reutte         | Die Südtiroler-Siedlung wurde 1940–1943 von Ludwig Schweizer nach Plänen von Helmut Erdle errichtet. Sie besteht aus 13 Doppelhäusern, vier Reihenhäusern und einem Einzelhaus, die straßendorfartig in variierenden Ausrichtungen angeordnet sind. Die zwei- bis dreigeschoßigen Häuser weisen typische Elemente der pseudo-tirolerischen Architektur der NS-Zeit wie verzierte Erker, Fensterläden und teilweise holzverschalte Balkone auf. Die von C. H. Walther Kühn geschaffenen Wandbilder im Stil der nationalsozialistischen „Blut-und-Boden“-Romantik zeigen Darstellungen wie Bauernfamilien, Trachtenpaare oder Wappen. | BDA-Hist.: Q105646507 Status: Bescheid Stand der BDA-Liste: 2025-06-30 Name: Südtiroler Siedlung GstNr.: .700, .771, .779, .780, .781, .782, .783, .784, .785 Südtiroler-Siedlung (Reutte)                                        |
| ja    | Datei hochladen | Wandmalerei, Wohnhaus HERIS-ID: 66876 Objekt-ID: 79789 TKK: 33562                                                         | Untergsteig 3 Standort KG: Reutte                | Das kleine rechteckige, zweigeschoßige Gebäude hat ein Pfettendach und an der Giebelfassade ein Fresko „Schützen mit Wappen Kaiser Franz Joseph I.“ | BDA-Hist.: Q38114740 Status: § 2a Stand der BDA-Liste: 2025-06-30 Name: Wandmalerei, Wohnhaus GstNr.: .62/1 |
| ja    | Datei hochladen | Wohnhaus, Tauscherhaus, Haus der Musik HERIS-ID: 55837 Objekt-ID: 64700 TKK: 11523                                        | Untermarkt 24 Standort KG: Reutte                | Das Tauscherhaus ist ein gemauertes drei-, unter dem Giebel viergeschoßiges Gebäude mit Satteldach auf rechteckigem Grundriss aus dem 16. / 17. Jahrhundert. In den Giebelfeldern weitere Fenster und jeweils vier ovale Belüftungsöffnungen. Die westseitige Hauptfassade ist neunachsig und hat etwas rechts der Mitte ein barockes Korbbogenportal mit zweiflügeliger Eingangstür und Oberlichte. Rund um das Portal sind in illusionistischer Architekturmalerei zwei Säulen und ein Gebälk mit Kartusche angedeutet. Die scheinarchitektonische Gliederung wird fortgesetzt durch kannelierte Eckpilaster an allen vier Seiten und rocaillegerahmte Fenster ab dem ersten Obergeschoß. Das Giebelfresko mit der Darstellung der Immaculata aus dem Jahre 1776 wird Johann Jakob Zeiller zugeschrieben. Innen hat das Gebäude in allen drei Geschoßen einen Mittelflurgrundriss, der im Erdgeschoß durch den Einbau von Geschäftslokalen etwas gestört ist. In den Räumen großteils fein ausgearbeitete Stuckdecken. Das Haus dient aktuell als Musikschule. | BDA-Hist.: Q38068212 Status: Bescheid Stand der BDA-Liste: 2025-06-30 Name: Wohnhaus, Tauscherhaus, Haus der Musik GstNr.: .77/1 Tauscherhaus                                                                                     |
| ja    | Datei hochladen | Wohnhaus, Heimatmuseum, Grünes Haus HERIS-ID: 40110 Objekt-ID: 40004 TKK: 28423                                           | Untermarkt 25 Standort KG: Reutte                | Das Gebäude stammt aus dem 16. Jahrhundert, im zweiten Stock haben sich noch Wandmalereien aus der Erbauungszeit erhalten. Heute ist in dem Gebäude das Museum der Marktgemeinde Reutte beheimatet. Zu sehen gibt es Werke der berühmten Zeillerfamilie und von Anna Stainer-Knittel, besser bekannt als „Geierwally“. Weitere Themen sind die wechselvolle Geschichte des Marktes Reutte, Salzhandel und die Burg Ehrenberg. Jährliche Sonderausstellungen. | BDA-Hist.: Q17166199 Status: Bescheid Stand der BDA-Liste: 2025-06-30 Name: Wohnhaus, Heimatmuseum, Grünes Haus GstNr.: 2488 Grünes Haus, Reutte                                                                                  |
| ja BW | Datei hochladen | Hauptschule Untermarkt, Sgraffito HERIS-ID: 66886 Objekt-ID: 79799 TKK: 33565                                             | Untermarkt 32 Standort KG: Reutte                | Das Schulgebäude wurde 1950 bis 1952 erbaut, das Sgraffito an der Westfassade mit einer Ansicht von Ehrenberg stammt von Walter Honeder. | BDA-Hist.: Q38114760 Status: § 2a Stand der BDA-Liste: 2025-06-30 Name: Hauptschule Untermarkt, Sgraffito GstNr.: 81/1 |
| ja    | Datei hochladen | Wohnhaus, Grabherr-Haus, ehem. Gasthof „Zur Güldenen Rosen“ HERIS-ID: 40111 Objekt-ID: 40005 TKK: 28424, 125042           | Zeillerplatz 1 Standort KG: Reutte               | Der ehemalige Gasthof „Zur Güldenen Rosen“ stammt im Kern vermutlich aus dem 15. Jahrhundert, beim Brand 1704 wurde er teilweise zerstört und anschließend barock neu errichtet. Unter der bayrischen Besatzung diente er als Rentamt (Finanzamt), danach als Hauptzollamtsgebäude. Der älteste Teil ist ein eingebauter Wohnturm mit steilem Satteldach, der das Gebäude überragt. Der nördlich angrenzende barocke Erweiterungsbau weist ein pilastergeschmücktes Steinportal mit gesprengtem Giebel sowie reiche Fassadenmalerei aus dem späten 18. Jahrhundert auf. | BDA-Hist.: Q37993025 Status: Bescheid Stand der BDA-Liste: 2025-06-30 Name: Wohnhaus, Grabherr-Haus, ehem. Gasthof „Zur Güldenen Rosen“ GstNr.: .69, .64/1 Grabherr-Haus, Reutte                                                  |
| ja    | Datei hochladen | Wohnhaus, sog. Zeillerhäusl, Schönes Haus HERIS-ID: 40112 Objekt-ID: 40006 TKK: 28413                                     | Zeillerplatz 2 Standort KG: Reutte               | Das langgestreckte Haus mit Pfettendach stammt im Kern aus dem 16. Jahrhundert. Im Haus befand sich die Werkstatt des Barockmalers Paul Zeiller. An der schmalen Fassade zum Untermarkt befinden sich ein Mittelerker mit Walmdach und reiche Fassadenmalerei mit Scheinarchitektur sowie religiösen und profanen Darstellungen (Mariahilf-Bild, Putten, exotische Tiere), die um 1770 von Johann Jakob Zeiller, möglicherweise unter Mitarbeit von Franz Anton Zeiller geschaffen wurden. | BDA-Hist.: Q37993037 Status: Bescheid Stand der BDA-Liste: 2025-06-30 Name: Wohnhaus, sog. Zeillerhäusl, Schönes Haus GstNr.: 401 Zeillerhäusl, Reutte                                                                            |
| ja    | Datei hochladen | Oberes Schloss am Hornberg, Hohe Batterie, Festung auf dem Schlosskopf HERIS-ID: 40103 Objekt-ID: 39997 TKK: 33537        | Standort KG: Reutte                              | Der Bau der Festung wurde 1726 begonnen und nach zwischenzeitlicher Einstellung 1741 mit provisorischem Dach fertig gestellt. Heute sind noch Reste der Verteidigungsmauern, die die ganze Kuppe umfassten, der Batterie, der Kaserne mit bombensicheren Gewölben und der Zisterne erhalten. Der Zugang wurde mit einem kasemattierten Hornwerk aus sorgfältig behauenen, exakt geschichteten Steine und Quadern befestigt. | BDA-Hist.: Q1408966 Status: Bescheid Stand der BDA-Liste: 2025-06-30 Name: Oberes Schloss am Hornberg, Hohe Batterie, Festung auf dem Schlosskopf GstNr.: 2238, 2237 Festung Schlosskopf                                          |
| ja    | Datei hochladen | Salzstadel HERIS-ID: 102199 Objekt-ID: 118571 TKK: 115683                                                                 | bei Klause 3 Standort KG: Reutte                 | Der 1679 errichtete, ursprünglich 64 m lange Salzstadel wurde 1774 barockisiert. Er stand ursprünglich in Lermoos (Listeneintrag), wurde um 2000/2005 zur Ehrenberger Klause versetzt und hier als Veranstaltungssaal adaptiert. Der eingeschoßige Bau über rechteckigem Grundriss ist teils in Bruchsteinmauerwerk, teils in Ständerbauweise aufgeführt und hat ein Pfettendach mit aufwendig gestaltetem Bundwerk. Die Innenräume sind teilweise original erhalten und weisen barocke Holzsäulen auf. | BDA-Hist.: Q37790085 Status: Bescheid Stand der BDA-Liste: 2025-06-30 Name: Salzstadel GstNr.: 2190/2 Salzstadel, Ehrenberger Klause                                                                                              |
| ja    | Datei hochladen | Fort Claudia, Ruine Hochschanz HERIS-ID: 64232 Objekt-ID: 76938 TKK: 28388                                                | Standort KG: Reutte                              | Das Fort Claudia (Hochschanz) gegenüber der Burg Ehrenberg wurde zum Schutz der Ehrenberger Klause und Burg im Auftrag von Claudia de’ Medici von Elias Gumpp zwischen 1639 und 1645 erbaut. Heute sind Reste des Kernwerkes erhalten, das von einem Hof und einer Mantelmauer mit Geschützscharten umgeben war. Drei Ecken werden durch Bastionen verstärkt. | BDA-Hist.: Q1438479 Status: Bescheid Stand der BDA-Liste: 2025-06-30 Name: Fort Claudia, Ruine Hochschanz GstNr.: .387/1, 2173/1, 2174, 2177, 2178, .387/2, 2175, 2176, 2158, 2159, 2160, 2161 Fort Claudia, Reutte               |